# 科雷卡礁群
科雷卡礁群是位於第勒尼安海中的一個礁群，靠近義大利科雷卡，屬於義大利阿曼泰亚的管轄範圍。

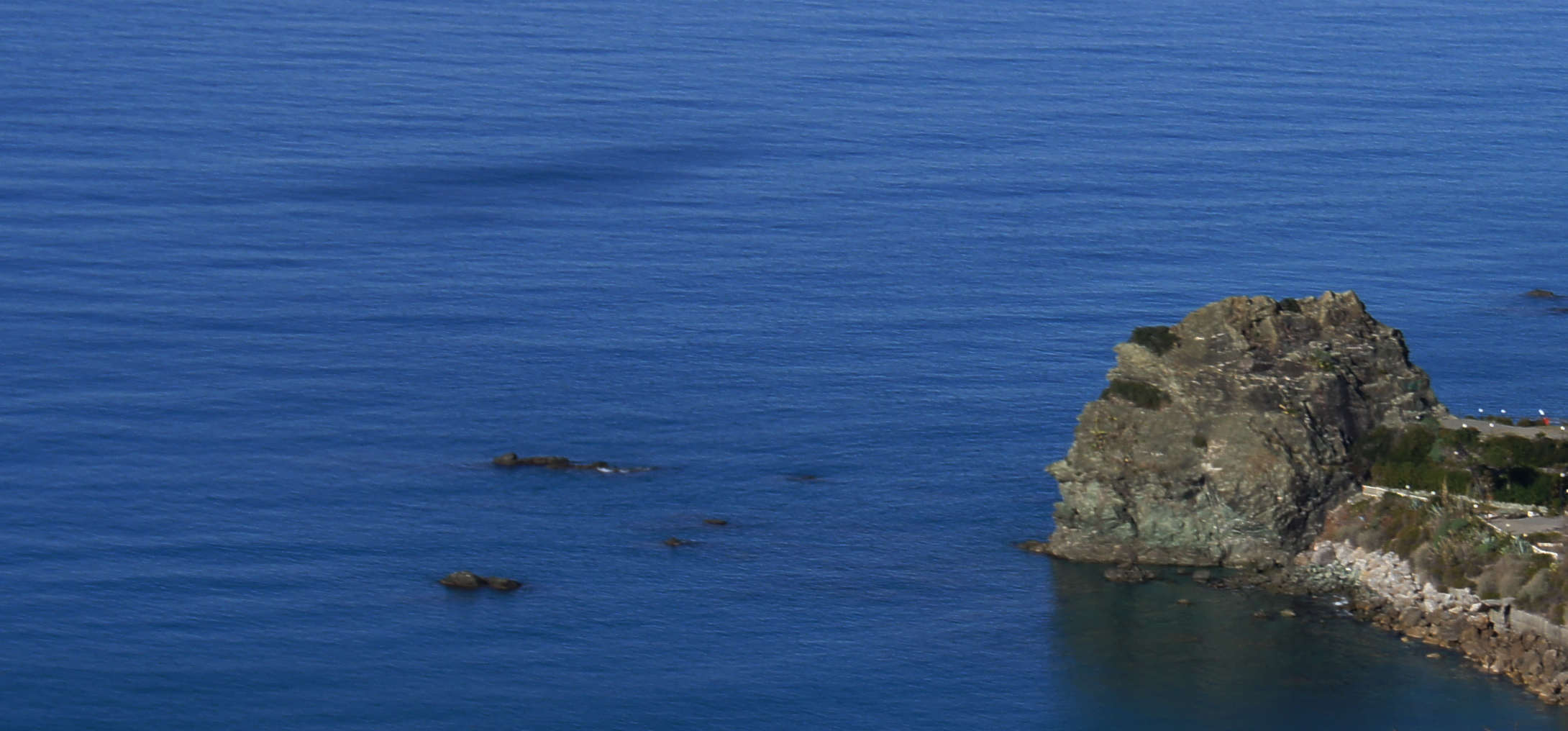
科雷卡礁群

這一個礁群裡總共有十個礁盤。Capoto是其中最大的礁盤，面積有50平方（540平方英尺）。大部份都是用來作潛水的基地或者是業餘的拍照和攝影。